# Metasepia tullbergi
Metasepia tullbergi je druh sépie z rodu Metasepia. Do stejného rodu patří též Metasepia pfefferi.
Typový exemplář popsal Appellöf v roce 1886, pochází z Japonska a je uložen v Zoologickém muzeu v Uppsale ve Švédsku.

## Rozšíření
Metasepia tullbergi se vyskytuje v Indo-Pacifiku od Japonska (jižního okraje ostrova Honšú), přes Japonské moře na východ k Číně. Dále se vyskytuje kolem Tchaj-wanu, Filipín a v Thajském zálivu.

## Vzhled a chování
Metasepia tullbergi je nevelká sépie, její plášť je velký asi 70 mm, a váží 30–40 g. Žije v mělkém moři při dně na kontinentálním šelfu (v hloubkách od 20 do 100 m). Od října do února byly nalézány v hloubkách od 20 m do 80 m, ačkoliv od března do dubna nebyly nalezeny v hloubkách od 50 m do 80 m. Vyhledává především písčité nebo bahnité dno. Vejce klade v hloubce asi 20 m na skalnaté podklady. Mladé sépie se líhnou v létě a v srpnu až září se stěhují do větších hloubek. V březnu až květnu se dospělé sépie stěhují do mělčích skalnatých oblastí, kde se třou. Protože v červnu a červenci nebyli nalezeni žádní jedinci a v srpnu byli nalezeni jen mladí jedinci, zdá se, že dospělci hynou po tření.

## Ohrožení
Přesná velikost populace není známa. Metasepia tullabergi obvykle nebývá záměrně lovena, ale jelikož žije v oblasti, kde se hojně rybaří, může být ohrožena rybolovem. Protože je atraktivní, také není vyloučena hrozba jejího lovu pro mořská akvária. Neméně nebezpečné může být, jako pro všechny sépie, okyselování moří v důsledku zvýšené koncentrace CO2 v atmosféře (jelikož se tímto poruší acidobazická rovnováha, sépie více kalcifikuje sépiovou kost, čímž se stává hustější, a to by mohlo mít nepříznivý vliv na řízení vztlaku živočicha).